# 勒尼欧维尔
勒尼欧维尔（法語：Regnauville，法語發音：[ʁəɲovil]）是法国上法蘭西大區加来海峡省的一个市镇，属于蒙特勒伊区。

## 地理
勒尼欧维尔（50°18'50"N, 2°0'41"E）面积4.17 平方千米，位于法国上法蘭西大區加来海峡省，该省份为法国北部沿海省份，西北濒北海，南至索姆省，东临北部省。
与勒尼欧维尔接壤的市镇（或旧市镇、城区）包括：阿图瓦地区勒凯努瓦、科蒙、谢里耶讷、吉尼、拉布鲁瓦、欧蒂河畔拉耶。

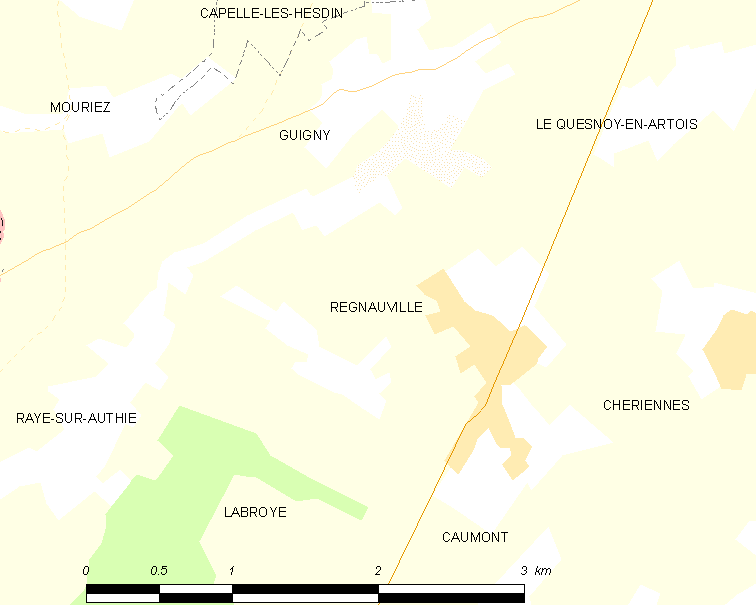
勒尼欧维尔的OSM定位图

勒尼欧维尔的时区为UTC+01:00、UTC+02:00（夏令时）。

## 行政
勒尼欧维尔的邮政编码为62140，INSEE市镇编码为62700。

## 政治
勒尼欧维尔所属的省级选区为欧克西堡县。

## 人口

1962-2008年间勒尼欧维尔人口变化图示

勒尼欧维尔于2022年1月1日时的人口数量为210人。